# Дугужева, Маржан Муссаевна
Маржан Муссаевна Дугужева (28 августа 1925 — 1978) — передовик советской угольной промышленности, работница шахты № 6 треста «Ставропольуголь», Карачаево-Черкесская автономная область, Герой Социалистического Труда (1960).

## Биография
Родилась в 1925 году в ауле Хумара, ныне Карачаевского района республики Карачаево-Черкесия в черкесской семье. Завершила обучение в пяти классах школы.   
В 1937 году начала трудовой путь устроившись на работу в колхоз, позднее - XVIII партсъезда. Всю войну проработала в сельском хозяйстве. С 1948 года по 1950 году не работала, домохозяйка.
В 1950 году поступила работать на шахту №6 треста «Ставропольуголь». Работала на подземных работах. Была откатчицей и в дальнейшем лебёдчицей. 
Указом Президиума Верховного Совета СССР от 7 марта 1960 года за получение высоких результатов в угольной промышленности и в честь празднования Международного женского дня Маржан Муссаевне Дугужевой было присвоено звание Героя Социалистического Труда с вручением ордена Ленина и медали «Серп и Молот». 
С 1962 года член КПСС. С 1967 года трудилась лебёдчицей шахтостроительного управления треста «Ставропольуголь».  
Проживала в городе Карачаевск. Умерла в 1978 году.

## Награды
За трудовые успехи была удостоена:
- золотая звезда «Серп и Молот» (07.03.1960)
- орден Ленина (07.03.1960)
- другие медали.